# Frodo Van de Geuchte
 (avril 2013).
 Frodo Van de Geuchte (né le 2 janvier 1980) débute dans la pratique de la canne de combat en 1991 à 11 ans quand son père a ouvert son club à Valence-sur-Baïse (Gers) et il s’y entraine jusqu’en 1998.
Dans une famille de multiples champions de Canne de Combat (son père : 2 fois vice-champion de France ; sa sœur : 1 fois championne de France ; son frère : 3  fois champion régional et 3 fois champion de France), il marche sur leurs pas et remporte de multiples championnats.
Avant ses 18 ans, il fut 5 fois le champion régional (midi Pyrénées), 2 fois vice-champion de France, 2 fois champion de France et meilleur styliste de France.
Il participe une première fois au Festival des Arts Martiaux à Bercy (Paris) en 2001.
Il reprit en 2004 le club ABCC à Agen (Lot-et-garonne) pendant 3 ans où il forma un moniteur pour reprendre le club.
Il renoue avec les victoires en 2008 quand il devient champion du monde en Allemagne, champion de France en 2009 puis 4° aux championnats de France et meilleur styliste de France en 2012.
Il participe une seconde fois au Festival des Arts Martiaux à Bercy (Paris) en 2010.
Il reprend en 2011 le CCBCT (Club de Canne et Bâton de Combat Tresnais) à Latresne (Gironde), où il forma un autre moniteur et où il enseigne encore.